# Keaton Wallace

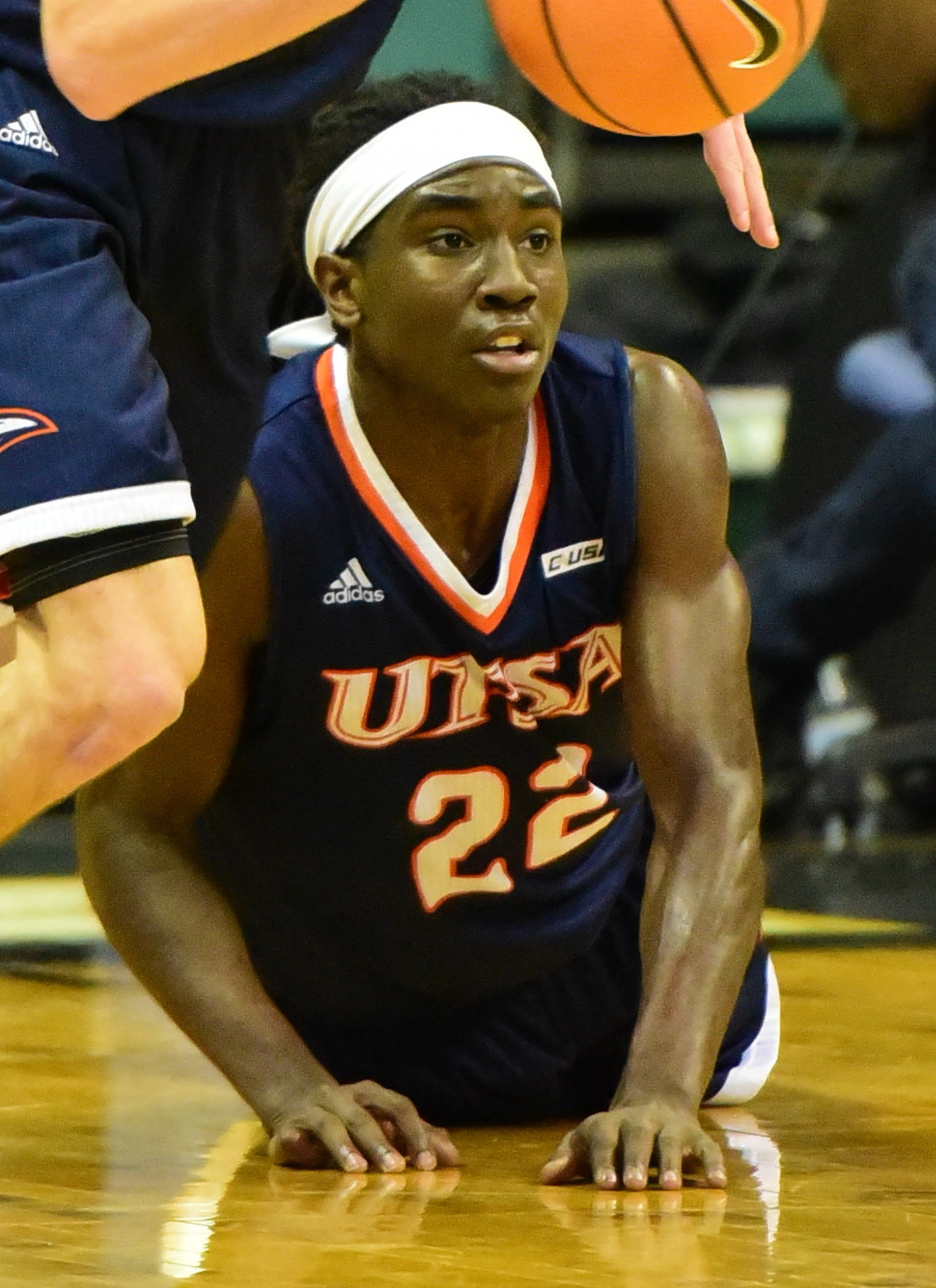
Keaton Wallace, 2018.

Keaton Wallace, född 26 februari 1999 i Richardson i Texas, är en amerikansk professionell basketspelare (PG/SG) som spelar för Atlanta Hawks i National Basketball Association (NBA).
Han blev aldrig NBA-draftad.
Innan Wallace blev proffs studerade han vid University of Texas at San Antonio och spelade för universitetets idrottsförening UTSA Roadrunners.
Han är bror till Cason Wallace och kusin till Terrel Harris.